# Penny Johnson Jerald
Penny Johnson Jerald, ursprungligen Penny Johnson, född 14 mars 1961 i Baltimore i Maryland, är en amerikansk skådespelare. Hon är bland annat känd för rollen som Sherry Palmer i TV-serien 24.

## Filmografi i urval
- 1984 – The Hills Have Eyes Part II
- 1984 – Tjejen som jobbade skift
- 1984–1986 – Betygsjakten (TV-serie) (29 avsnitt)
- 1992–1998 – The Larry Sanders Show (TV-serie) (82 avsnitt)
- 1993 – Tina - What's Love Got To Do with It
- 1993 – Fear of a Black Hat
- 1995–1999 – Star Trek: Deep Space Nine (TV-serie) (15 avsnitt)
- 1997 – Absolut makt
- 1998 – Krippendorf's Tribe
- 2000 – The Color of Friendship (TV-film)
- 2001–2004 – 24 (TV-serie) (45 avsnitt)
- 2005 – Rent
- 2011–2015 – Castle (TV-serie) (93 avsnitt)
- 2017–2018 – The Orville (TV-serie) (26 avsnitt)